# Kościół św. Leona Wielkiego i św. Stanisława Kostki w Wejherowie
Kościół św. Leona Wielkiego i św. Stanisława Kostki w Wejherowie – rzymskokatolicki kościół filialny położony przy ul. Sobieskiego w Wejherowie. Kościół ten podlega parafii św. Leona Wielkiego.

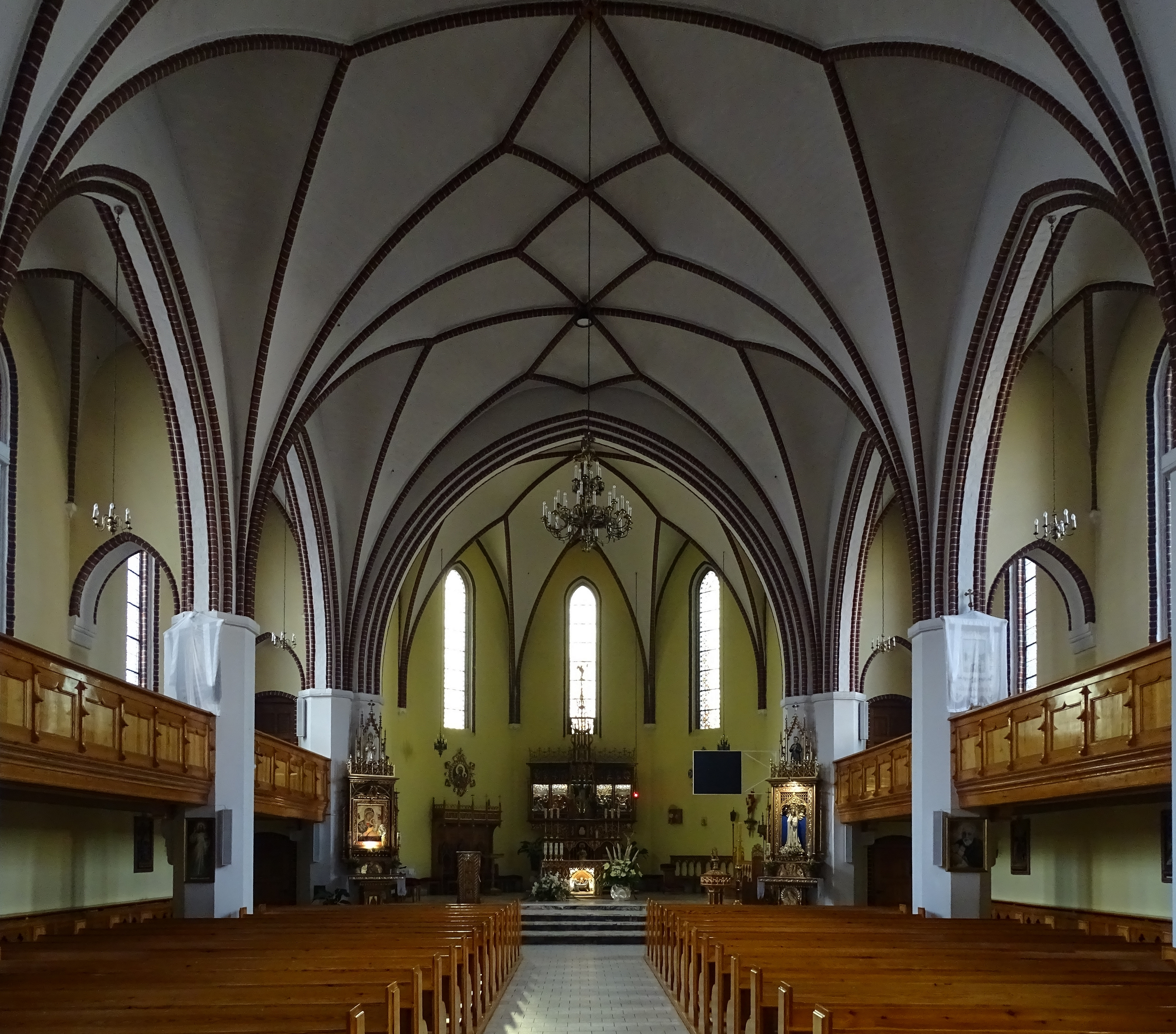
Wnętrze kościoła

## Historia
Kościół został wybudowany w 1908 w stylu neogotyckim dla parafii ewangelickiej. W okresie międzywojennym była to główna świątynia wejherowskiej superintendentury (diecezji) Ewangelickiego Kościoła Unijnego. W 1945 została przejęta na potrzeby kultu katolickiego.

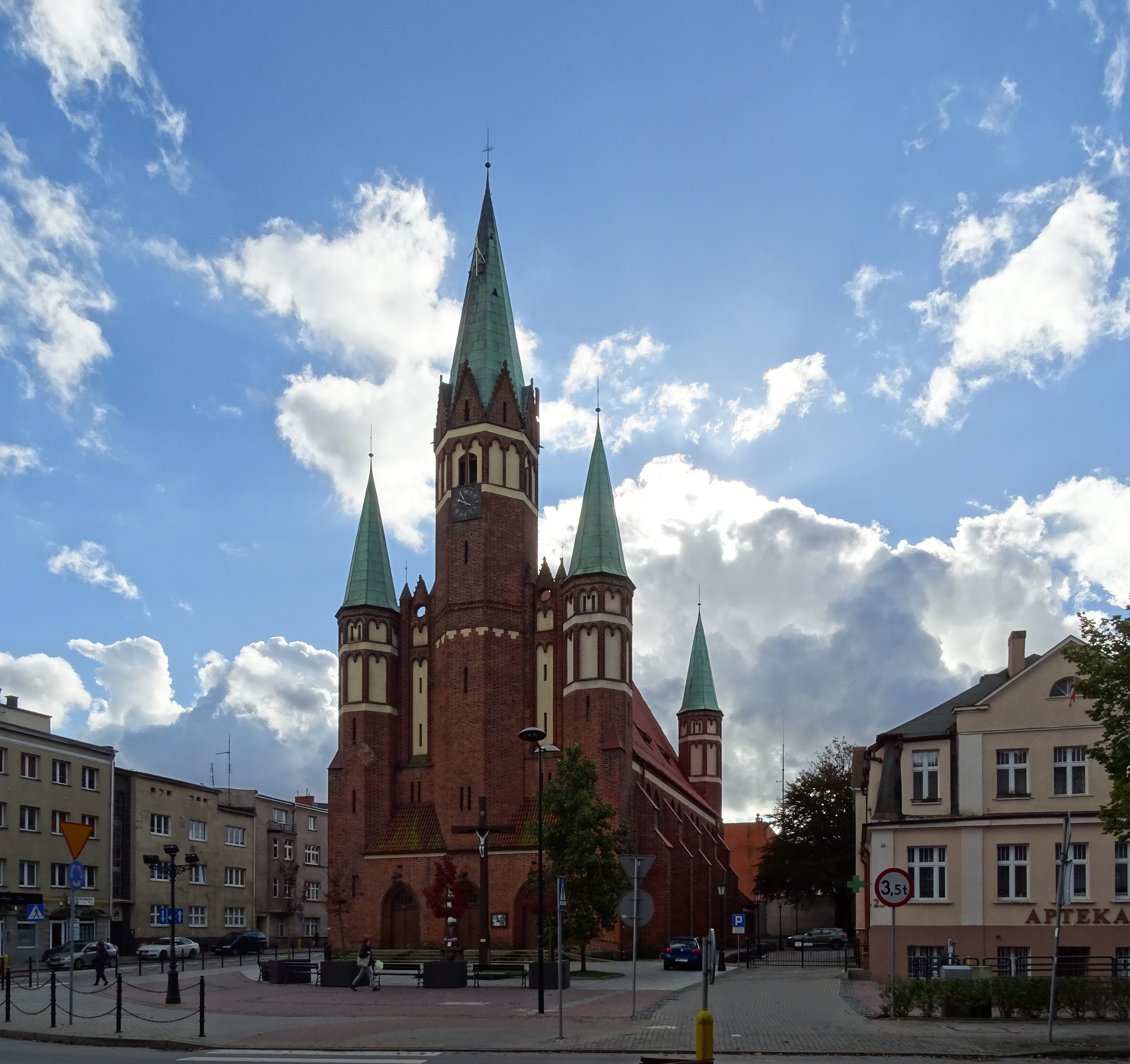
Widok kościoła od strony frontowej

## Architektura
Gmach został wzniesiony z czerwonej cegły. Posiada strzelistą sylwetkę. Jej głównymi elementami są wieże: cztery narożne i jedna wyższa umieszczona centralnie – zegarowa.